# Kala Nath Shastry
 (août 2019).
Kala Nath Shastry, né le 15 juillet 1936 à Jaipur au Rajasthan et mort le 25 février 2025, est un universitaire indien spécialiste du sanskrit qui a reçu les honneurs du président de l'Inde en 1998. 
Indianiste et écrivain ayant publié de nombreuses œuvres en sanskrit, en hindi et en anglais, il est aussi un linguiste réputé qui a contribué à l'amélioration du vocabulaire technique utilisé pour parler des langues indiennes et à faire que l'hindi obtienne ses lettres de noblesse et devienne la langue officielle de son état natal et de l'union indienne.
Il est un continuateur de l'importante tradition qui consiste à incorporer des genres modernes et des modes d'expressions contemporains dans une langue ancienne comme le sanskrit. C'est ce procédé qui fit la réputation du père de Shastri, Kavishiromani Bhatt Mathuranath Shastri (en) qui apporta de la modernité dans la littérature sanskrite. Kala Nath Shastry a écrit plusieurs dizaines de livres et a publié un nombre équivalent de livres dans les trois langues qu'il utilise : le sanskrit, l'hindi et l'anglais. Il est aussi connu pour ses traductions d'œuvres cruciales de la littérature et de la philosophie dans ces trois langues ainsi qu'en  Prakrit, en Vraj Bhasha, en  Rajasthani et dans d'autres langues indiennes. 

## Biographie
Il a écrit plus d'un millier d'articles en hindi et en sanskrit qui ont été publiés dans des revues réputées[réf. nécessaire]. Il a aussi diffusé plus de deux cents conférences, poèmes et pièces de théâtre en sanskrit, en hindi et en anglais. Il est un historien de la littérature, un critique littéraire et un commentateur de l'actualité des lettres. Le microcosme de la littérature sanskrite moderne le reconnaît en tant qu'écrivain de fictions qui a fait entrer dans la langue écrite une façon de s'exprimer plus moderne à travers ses romans, ses nouvelles, ses essais et ses livres sur la littérature sanskrite du vingtième siècle. Il fut le président de l'académie sanskrite du Rajasthan (Rajasthan Sanskrit Academy) de 1995 à 1998 et ministre de l'éducation en langue sanskrite et Bhasha Vibhag et 1976 à 1994.
Sa carrière commença avec l'apprentissage du sanskrit traditionnel, de l'esthétique indienne, de la linguistique comparée, des Védas et des Shastras, avec, pour enseignants, des universitaires spécialistes du sanskrit dont son père Bhatt Mathuranath Shastri, mais aussi Giridhar Sharma Chaturvedi, le pandit Pattabhiram Shastri, le pandit Hari Shastri et Jagdish Sharma. Il maîtrisa la linguistique et le sens esthétique du sanskrit et étudia aussi les littératures hindi et de langue anglaise.
Après avoir obtenu son dernier diplôme post-études avec une majeur en anglais, il enseigna pendant huit ans l'anglais et la littérature dans les sections pour diplômés de l'université du Rajasthan. Ensuite, il prit en charge la question des langues officielles en devenant vice-président puis président du Bhasha Vibhag qui est l'administration qui s'occupe de la question du statut légal des langues au Rajasthan. Il abandonna ce poste en 1994.
Il fut aussi ministre de l'éducation en sanskrit pour le gouvernement du Rajasthan de 1991 à 1993. Il fut président de l'académie sanskrite du Rjasthan de 1995 à 1998 et fondateur et premier titulaire de la chaire de sanskrit Kavishiromani Bhatt Mathuranath Shastri à l'université en sanskrit du Rajasthan Jagadguru Ramanandacharya située à Jaipur. Il est le titulaire de la chaire de sanskrit moderne à l'université de sanskrit. Il occupe aussi un rôle de conseiller en tant que membre permanent du comité sur la loi hindie du gouvernement du Rajasthan. Il conseille encore le comité sanskrit Kendriya (Kendriya Sanskrit Board), la société nationale des livres ( National Book Trust) et l'académie Sahitya. Il est lié de diverses façons avec des dizaines d'organismes gouvernementaux et indépendants qui traitent de l'hindi et du sanskrit. Il est aussi le fondateur et premier président du Manjunath Smriti Sansthan qui se trouve à Jaipur.
Devarshi Kala Nath Shastry a travaillé pour le gouvernement indien comme membre de la deuxième commission sur le sanskrit de 2014 à 2016.

## Honneurs et récompenses
Il a reçu les honneurs de nombreuses institutions, universités, organisations de diverses sortes et gouvernements. Il reçut, notamment, le titre de Mahamahopadhyaya donné par l'université de sanskrit  Shri LBS Rashtriya Sanskrit Vidyapeeth de New Delhi en 2008, ainsi que le titre de Sahitya Mahodadhi en 1993 et celui de Sahitya Shiromani en 1999. Parmi les prix qu'il a reçu, notons une décoration pour le travail d'une vie dans le domaine du sanskrit décernée par le gouvernement du Rajasthan à Jaipur en 2012 , une décoration pour le travail d'une vie dans le journalisme en sanskrit décernée par l'université de sanskrit d'Uttar Pradesh (Uttar Pradesh Sanskrit Sansthan) en 2008, un prix pour le travail en sanskrit remis en 2004 par l'académie centrale Sahitya. Il reçut encore les honneurs du ministère du progrès et du développement des hommes (Ministry of Human Resources) et du gouvernement indien en 1995 et 1998. Ses contributions à l'étude et au développement du sanskrit furent même officiellement célébrées par le président de l'Inde, le docteur  K. R. Narayanan, en 1998. Il fut décoré de la Rashtrapati Puraskar pour ses apports au monde du sanskrit.

## Œuvres
- Poésie de Panditaraj Jagannath, 1987
- Aakhyanvallari (recueil d'histoires en sanskrit, choisies par l'académie Sahitya Akademi de New Delhi en 2004)
- Sanskrit ke Gaurav Shikhar, publié chez les éditions universitaires de  Rashtriya Sanskrit Sansthan de New Delhi en 2006
- Adhunik Kaal ka Sanskrit Gadya Sahitya, publié chez les éditions universitaires de Rashtriya Sanskrit Sansthan situées à New Delhi
- Sanskrit Sahitya ka Itihas (Histoire de la littérature sanskrite), 2009
- Bhartiya Darshan ka Itihas (Traduction du livre de Dasgupta en cinq volumes : travail en collaboration avec Ramesh Kumar) publiée par les presses de l'académie  Rajasthan Hindi Granth Academy de Jaipur en 1978 avec des rééditions en 1988 et 1998
- Makers of Indian Literature : Bhatt Mathuranath Shastri Manjunath, publié aux presses de l'académie Central Sahitya Academy de New Delhi en 2013
- Kavitavallari (recueil de poèmes), Jaipur, 2006
- Kathanakvalli (recueil d'histoires), Jaipur, 1987
- Vidvajjanacharitamritam (biographies), New Delhi, 1982
- Vaidik Vangmaya mein Bharatiya Sanskriti, Bikaner, 2003
- Manak Hindi ka Swaroop, New Delhi, 2002 et Jaipur, 2010
- Bharatiya Sanskriti – Adhaar aur Parivesh, Jaipur, 1989
- Sahitya Chintan, Jaipur 2005
- Lalitkatha Kalpavalli, Jaipur, 2012
- Adhunik Sanskrit Sahitya:Ek Vyapak Drishtipaat, Allahabad, 2001
- Bhartiya Sanskriti-Swaroop aur Siddhaant, Jaipur, 2003
- Sanskrit Natyavallari (recueil de pièces de théâtre), Jaipur, 1999
- Sudheejanvrittam (recueil de biographies), Jaipur, 1997
- Sanskrit ke Yugpurush: Manjunath, Jaipur, 2004
- Jaipur ki Sanskrit Parampara, Jaipur, 2000
- Horizons of Sanskrit, publié aux presses de l'académie Rajasthan Sanskrit Akademy de Jaipur en 2016.